# Partit Democràtic dels Pobles de Nigèria
El Partit Democràtic dels Pobles (People's Democratic Party PDP) és un partit polític contemporani important de Nigèria. Les seves polítiques generalment estan orientades cap al centredreta de l'espectre polític. Va guanyar cada elecció Presidencial entre 1999 i 2011, i fou fins a les eleccions del 2015, el partit de govern de la Quarta República tot i que en alguns casos, enmig de circumstàncies electorals polèmiques.

## Història
El 1998 el PDP va seleccionar l'expresident militar Olusegun Obasanjo com el candidat a la presidència en les eleccions de febrer de 1999, amb Atiku Abubakar (Governador-Electe de l'estat d'Adamawa i un membre destacat de l'antic Partit Social Democràtic) com el seu company de cartell. El duo va guanyar, sent jurats el maig de 1999. El Ministre de finances d'aquest govern fou Adamu Ciroma, un exsecretari del Partit Nacional de Nigèria (NPN).
En les eleccions legislatives celebrades el 12 d'abril del 2003, el partit va guanyar 54.5% del vot popular i 223 escons de 360 a la Cambra de Representants, i 76 de 109 escons al Senat. El seu candidat a l'elecció presidencial feta el 19 d'abril del 2003, Olusegun Obasanjo, fou reelegit amb el 61.9% dels vots.
El desembre de 2006 Umaru Yar'Adua (anteriorment membre del Partit de la Redempció dels Pobles i després del Partit Social Democràtic) va ser escollit com el candidat a la presidència del PDP en les eleccions de l'abril del 2007, rebent 3,024 vots de delegats de partit; el seu rival més proper, Rochas Okorocha, va rebre només 372 vots. Yar'Adua finalment va ser el guanyador de les eleccions del 21 d'abril del 2007, i va jurar el càrrec el 29 de maig de 2007, entre al·legacions esteses de frau electoral. En l'elecció de l'Assemblea Nacional el partit va guanyar 260 escons de 360 en la Cambra de Representants i 85 de 109 en el Senat.
A la Convenció Nacional del PDP el 2008, va escollir a Prince Vincent Ogbulafor com el seu President Nacional el 8 de març de 2008. Ogbulafor, qui ja havia estat el Secretari Nacional del PDP del 2001 al 2005, era l'elecció de consens del partit per la posició de President Nacional, sent escollit com una alternativa als candidats principals rivals entre ells, Sam Egwu (qui tenia el suport d'Obasanjo) i Anyim Pius Anyim. Tots els 26 candidats, incloent-hi Egwu i Anyim, es va retirar a favor de Ogbulafor. Mentrestant, Alhaji Abubakar Kawu Baraje va ser elegit com a Secretari Nacional.
El 2011, després que el partit Democràtic dels Pobles va veure la sortida de membres cap al Congrés d'Acció de Nigèria, alguns comentaristes polítics van sospitar que el PDP perdria la Presidència. Després de la victòria del candidat del PDP Goodluck Jonathan en les eleccions del 2011, hi va haver protestes violentes de la joventut del nord.
| President         | Vicepresident     | Elecció | Resultat   |
| ----------------- | ----------------- | ------- | ---------- |
| Olusegun Obasanjo | Atiku Abubakar    | 1999    | Va guanyar |
| Olusegun Obasanjo | Atiku Abubakar    | 2003    | Va guanyar |
| Umaru Yar'Adua    | Goodluck Jonathan | 2007    | Va guanyar |
| Goodluck Jonathan | Namadi Sambo      | 2011    | Va guanyar |
| Goodluck Jonathan | Namadi Sambo      | 2015    | Va perdre  |

## Ideologia política
El partit té una tendència neoliberal en les seves polítiques econòmiques i manté una tendència conservadora en assumptes socials, com les relacions entre persones del mateix sexe.

### Assumptes econòmics
El PDP afavoreix polítiques de mercat lliure que donen suport al liberalisme econòmic, i un limitat control del govern. El 2003 el President Olusegun Obasanjo i el Ministre de Finances Ngozi Okonjo-Iweala es van embarcar en un programa de reforma econòmic radical, el qual va reduir la despesa del govern, a través de polítiques fiscals conservadores, i va veure la desregulació i privatització de nombroses indústries en el sector de serveis nigerians — notablement la indústria de Telecomunicacions nigerianes (NITEL).
D'altra banda, el PDP adopta una tendència més progressista cap a la pobresa i benestar. El 2005 el president Obasanjo va llançar el primer Esquema d'Assegurança de Salut Nacional de Nigèria (NHIS) per assegurar que cada Nigerià tingui accés a serveis de cura de salut bàsics.
El PDP lluita per mantenir l'statu quo en la distribució d'ingressos del petroli. Encara que el govern de PDP va instal·lar la Comissió de Desenvolupament de Delta de Níger (NDDC) per fer front a les necessitats dels estats de Delta del Níger que produeixen petroli, ha rebutjat repetits esforços de tornar al 50% a 50% en el repartiment d'ingressos entre el govern federal i els governs estatals que s'havia acordat el 1966 durant la Primera República.

### Assumptes socials
El PDP està contra relacions sexuals entre persones del mateix sexe, i afavoreix el conservadorisme social en termes morals i religiosos. El 2007 l'assemblea Nacional de Nigèria dominada pel PDP va patrocinar una llei il·legalitzant les relacions homosexuals, fent-ho punible per llei amb fins a cinc anys de presó.
El partit és un moderar defensor de l'autonomia dels estats i de la llibertat religiosa als estats nigerians. En l'any 2000 la introducció de llei islàmica en alguns estats de Nigèria del nord va provocar violència sectaria als estats de Kaduna i Abia. El govern federal dirigit pel PDP va rebutjar la pressió dels estats del sud, predominantment estats cristians, contra la llei, i en comptes d'això va optar per un compromís on la llei islàmica només s'aplicaria als musulmans.

## Eleccions del 2015
En les eleccions del 2015 el president en exercici i candidat presidencial del PDP, Goodluck Jonathan, va ser derrotat pel general Muhammadu Buhari del Congrés de Tots els Progressistes per 55% a 45% dels vots, perdent per una diferència de 2,6 milions de vots dels aproximadament 28,6 milions de vots vàlids emesos. Dels 36 estats de Nigèria i el Territori de la Capital Federal, el partit del general Muhammadu Buhari va guanyar 21 estats mentre el PDP va guanyar 15 estats i el Territori de la Capital Federal.